# Ivan Rachůnek
Ivan Rachůnek (* 6. července 1981 Gottwaldov) je bývalý český profesionální hráč ledního hokeje. Byl draftován týmem Tampa Bay Lightning v sedmém kole (187. celkově) v roce 1999. Naposledy působil v týmu HC Zubr Přerov. Ivan Rachůnek má dva bratry, mladší Tomáš hraje za tým HC Kometa Brno a starší Karel tragicky zahynul při letecké katastrofě v Jaroslavli.

## Hráčská kariéra
Ivan Rachůnek v české extralize celkem prostřídal čtyři týmy, také si zahrál v zahraničních klubech Windsor Spitfires (OHL), HC Red Ice (NLB), Vaasan Sport (Liiga) a HC Košice (Tipsport liga). V roce 2001 získal zlatou medaili na mistrovství světa juniorů.

### Po ukončení kariéry
Po ukončení kariéry po sezóně 2018/19 se stal od roku 2024 šéftrenérem žákovských týmů HC Zlín.